# Тагул
Тагул — река в Иркутской области России, левый приток Бирюсы.
Берёт начало на северном склоне Восточного Саяна, течёт в узкой долине. В верховье река образует водопад, в нижнем течении — пороги. Питание в основном дождевое. Средний расход воды — 104 м³/с. Площадь водосборного бассейна — 7990 км².

## Расход воды
| Средний расход воды (м³/с) реки Тагул по месяцам и за год с 1955 по 1990 гг. (замеры производились на гидрологическом посту в районе д. Георгиевка, 12 км от устья) |

Система водного объекта: Бирюса → Тасеева → Ангара → Енисей → Карское море.

## Данные водного реестра
По данным государственного водного реестра России относится к Ангаро-Байкальскому бассейновому округу, речной бассейн реки — Ангара, речной подбассейн реки — Тасеева, водохозяйственный участок реки — Бирюса.
Код объекта в государственном водном реестре — 16010200212116200032354.

### Притоки
(расстояние от устья)

| - 12 км: река Малая Речка (лв) - 13 км: река Большая Речка (лв) - 45 км: река Мироновка (Мальцевка) (лв) - 82 км: река Яга (пр) - 115 км: река Малиновка (лв) - 130 км: река Лывенская (пр) - 132 км: река Белая (Большая Белая) (лв) - 140 км: река Болотная (Правая Отбойная) (пр) - 154 км: река Ларина (лв) | - 164 км: река Гутара (пр) - 186 км: река Шитта (пр) - 242 км: река Правая Ташинда (пр) - 243 км: река Левая Ташинда (лв) - 263 км: река Негодка (пр) - 270 км: река Инжигей (пр) - 274 км: река Дода (лв) - 285 км: река Унгайлык (лв) |